# 1658 Innes
1658 Innes је астероид главног астероидног појаса чија средња удаљеност од Сунца износи 2,560 астрономских јединица (АЈ).
Апсолутна магнитуда астероида је 11,52.